# Таран, Игорь (узбекистанский футболист)
Игорь Таран (узб. Igor Taran; 29 декабря 1983 года, Гузар, Кашкадарьинская область) — узбекистанский футболист, нападающий. В настоящее время является игроком «Шуртана».

## Карьера
В 2005—2006 годах выступал за гузарский «Шуртан». За это время сыграл в составе «Шуртана» в 48 матчей и забил 22 гола. Сезоны 2007 и 2008 года провёл в «Андижане», за которого сыграл 55 матчей и забил 6 голов.
В 2009 году вернулся в «Шуртан» и выступал за гузарский клуб до конца 2012 года. За это время он сыграл в 102 матчах и забил 33 гола. Благодаря этим показателям Игорь Таран стал одним из лучших гвардейцев и бомбардиров «Шуртана». В начале 2013 года Таран перешёл в ташкентский «Бунёдкор» и выступал за этот клуб один сезон. Сезон 2014 года провёл в каршинском «Насафе». В 2015 году вернулся в «Шуртан» и выступает за этот клуб до сегодняшнего времени.
В составе национальной сборной Узбекистана Игорь Таран провёл четыре матча. Свой дебютный матч за сборную сыграл 11 августа 2010 года в товарищеском матче против сборной Албании.